# Юань Е (конькобежец)
Юань Е (кит. трад. 袁野, англ. Yuan Ye, род. 1 июля 1979 года, в гор. Чанчунь провинции Цзилинь) — китайский шорт-трекист. Бронзовый призёр  Олимпийских игр в Нагано, 3-хкратный чемпион мира.

## Спортивная карьера
Юань Е был единственным сыном в семье, его отец управлял рестораном “Чаоян” в Чанчуне. В возрасте 3-х лет, в 1982 году родители отправили его на каток, а в 1994 году он поступил в городскую спортивную школу Чанчуня.
В 1995 году он был отобран в сборную Китая  по шорт-треку; в том же году он занял 3-е место в эстафете на чемпионате Азии. В 1997 году он выиграл в беге на 1000 метров на 8-х Национальных зимних играх. В 1998 году Юань участвовал на Олимпийских играх в Нагано, где выступал только в эстафете и выиграл  бронзу вместе с  Фэн Каем,  Ань Юйлуном,  Ли Цзяцзюнем.  Далее проходил чемпионат мира в Вене, на котором Юань в эстафете вновь оказался бронзовым призёром, как и на прошедшей Олимпиаде, а также занял третье место на дистанции 500 м и общее 8-е в многоборье. 
В 1999 году он вместе с Фэн Каем, Ли Цзяцзюнем и  Ань Юйлуном выиграл золото чемпионата мира в Софии в эстафете, а позже одержал победу на командном чемпионате мира в Сент-Луисе. В том же году была одержана победа в эстафете на Азиатских играх в Канвоне. 
Начало 2000 года для Юань Е сложилось удачно, была одержана очередная победа в эстафете на чемпионате мира в Шеффилде, но в апреле из-за старой травмы на левом колене была сделана операция, после которой он 2 недели пролежал в больнице и выздоравливал дома до июня, после чего вышел на тренировки. Из-за того, что не долечил до конца своё колено, он не прошел отбор на зимние Олимпийские игры в Солт-Лейк-Сити в 2001 году. Ему пришлось вскоре завершить карьеру.

## Карьера тренера
После ухода из спорта Юань занимал пост тренера Чанчуньской команды по шорт-треку. С 2004 года тренировал молодёжную сборную Китая, а с конца 2004 по 2006 год был главным тренером мужской сборной страны и послом по продвижению Ассоциации пеших походов и альпинизма Чанчуня. В настоящее время Юань Е является тренером команды третьего уровня по шорт-треку Центра управления зимними видами спорта Чанчуня.